# Archibald Kennedy, I marchese di Ailsa
Archibald Kennedy, I marchese di Ailsa (febbraio 1770 – 8 settembre 1846), è stato un nobile scozzese.

## Biografia
Kennedy era il figlio maggiore di Archibald Kennedy, XI conte di Cassilis, e della sua seconda moglie, Anne Watts, figlia di John Watts e discendente della famiglia Schuyler, Van Cortland e della famiglia Delancey del Nord America Britannico. Egli divenne noto con il titolo di cortesia di Lord Kennedy quando suo padre è succeduto alla contea di Cassilis nel 1792.

## Carriera
Successe alla contea alla morte di suo padre, il 30 dicembre 1794. Entrò nella Camera dei lord e fu creato barone Ailsa, di Ailsa nella Contea di Ayr, nel Pari del Regno Unito. È stato ammesso Fellow della Royal Society il 18 febbraio 1819. Nel 1831 fu creato marchese di Ailsa, dell'Isola di Ailsa, nella Contea di Ayr. Ha votato la Reform Bill nel 1832.

## Matrimonio
Sposò, il 1 giugno 1793, Margaret Erskine (1772-5 gennaio 1848), figlia di John Erskine. Ebbero sei figli:
- Archibald Kennedy, conte di Cassillis (4 giugno 1794-12 agosto 1832);
- Lady Anne Kennedy (1798-2 novembre 1877), sposò David Baird, ebbero dieci figli;
- Lady Mary Kennedy (6 giugno 1800-1886), sposò Richard Oswald, non ebbero figli;
- Lady Margaret Kennedy (6 giugno 1800-3 settembre 1889), sposò Thomas Radclyffe-Livingstone-Eyre, non ebbero figli;
- John Kennedy-Erskine (4 giugno 1802-16 marzo 1831), sposò Lady Augusta FitzClarence, ebbero tre figli;
- Lady Alicia Jane Kennedy (1806-11 maggio 1887), sposò Jonathan Peel, ebbero otto figli[3].

## Morte
Morì l'8 settembre 1846.